# ميلان سترلجيك
ميلان سترلجيك (بالكرواتية: Milan Štrljić)‏ هو ممثل كرواتي، ولد في 22 مارس 1952 في كرواتيا.

## وصلات خارجية
- ميلان سترلجيك على موقع IMDb (الإنجليزية)
- ميلان سترلجيك على موقع ألو سيني (الفرنسية)
- ميلان سترلجيك على موقع أول موفي (الإنجليزية)
- ميلان سترلجيك على موقع قاعدة بيانات الأفلام السويدية (السويدية)
- ميلان سترلجيك على موقع قاعدة بيانات الفيلم (الإنجليزية)
- ميلان سترلجيك على موقع كينوبويسك (الروسية)